# Ypthima hyampeia
Ypthima hyampeia är en fjärilsart som beskrevs av Hans Fruhstorfer 1911. Ypthima hyampeia ingår i släktet Ypthima och familjen praktfjärilar. Inga underarter finns listade i Catalogue of Life.